# Weymouth (Dorset)
Weymouth [ˈweɪməθ] ist eine Küstenstadt in der südwestenglischen Grafschaft Dorset. Sie liegt südlich von Dorchester und nördlich der Halbinsel von Portland. Der Verwaltungsbezirk Weymouth and Portland hat eine Bevölkerung von 65.076 Einwohnern (Stand: 2011), davon entfallen auf Weymouth 52.232 Einwohner (Stand 2011) und auf Portland 12.844 Einwohner (Stand 2011).
Die Stadt hat einen langen Sandstrand und ist einer der beliebtesten englischen Ferienorte. Zudem ist Weymouth auch Ziel von einigen Sprachreisen, die von Europa ausgehen.
Die Kleinstadt gilt als erster Touristenort in England, wobei nicht die Kultur, sondern Erholung das Hauptziel der Reisenden ist. Treff- und Anlaufpunkt ist die Jubilee Clock. Sie steht in der Mitte der Strandpromenade und ist in Weymouth sehr bekannt. Die bunte Uhr wurde 1887 errichtet und wird in der Nacht, wie auch die ganze Strandpromenade, beleuchtet. In den Sommermonaten findet dort jedes Jahr eine Kirmes statt. Weitere Touristenmagnete sind jedes Jahr das internationale Drachenfest, das Folk- und das Military Veteran’s festival. Des Weiteren werden in Weymouth die Beach Volleyball Classic durchgeführt, ein Turnier, das auf dem langen Sandstrand ausgetragen wird. Im Jahr 2005 zählte die Sportveranstaltung mehr als 2.500 Besucher. Damit ist es das größte britische Volleyballturnier. Während der Olympischen Spiele 2012 in London waren Weymouth und die unmittelbar benachbarte Halbinsel Portland Schauplatz der Segelwettkämpfe.
Weymouth unterhält drei Städtepartnerschaften: mit dem französischen Louviers sowie den deutschen Gemeinden Holzwickede und Colditz.
Die Stadt ist Endpunkt der South Western Main Line aus London Waterloo.

## Geschichte
Weymouth entstand als Siedlung in einem schmalen Streifen südlich und westlich vom Weymouth Hafen, einem ausgelagerten Teil von Wyke Regis. Die Stadt entwickelte sich bis zur Mitte des 12. Jahrhunderts, fand jedoch bis ins 13. Jahrhundert keine Erwähnung. 1252 etablierte sie sich als Verkehrshafen und wurde mit dem Titel Borough bedacht. Melcombe Regis wuchs währenddessen auf der Halbinsel bis nördlich des Hafens und erhielt 1310 das Stapelrecht.
Es wird vermutet, dass Melcombe Regis der erste Hafen war, über den der schwarze Tod im Juni 1348 nach England kam, wahrscheinlich entweder über ein Gewürz- oder ein Militärschiff. In ihrer frühen Geschichte waren Weymouth und Melcombe Regis im Bereich Handel und Industrie Rivalen. Die Städte wurden aber durch die Volksvertretung 1571 vereinigt, wodurch sie ein Doppel-Borough bildeten. Beide wurden als Weymouth bekannt, obwohl Melcombe Regis das eigentliche Stadtzentrum war. Die Dörfer Upwey, Broadwey, Preston, Wyke Regis, Chickerell, Southill, Radipole and Littlemoor waren ein Teil der Ortschaft geworden.

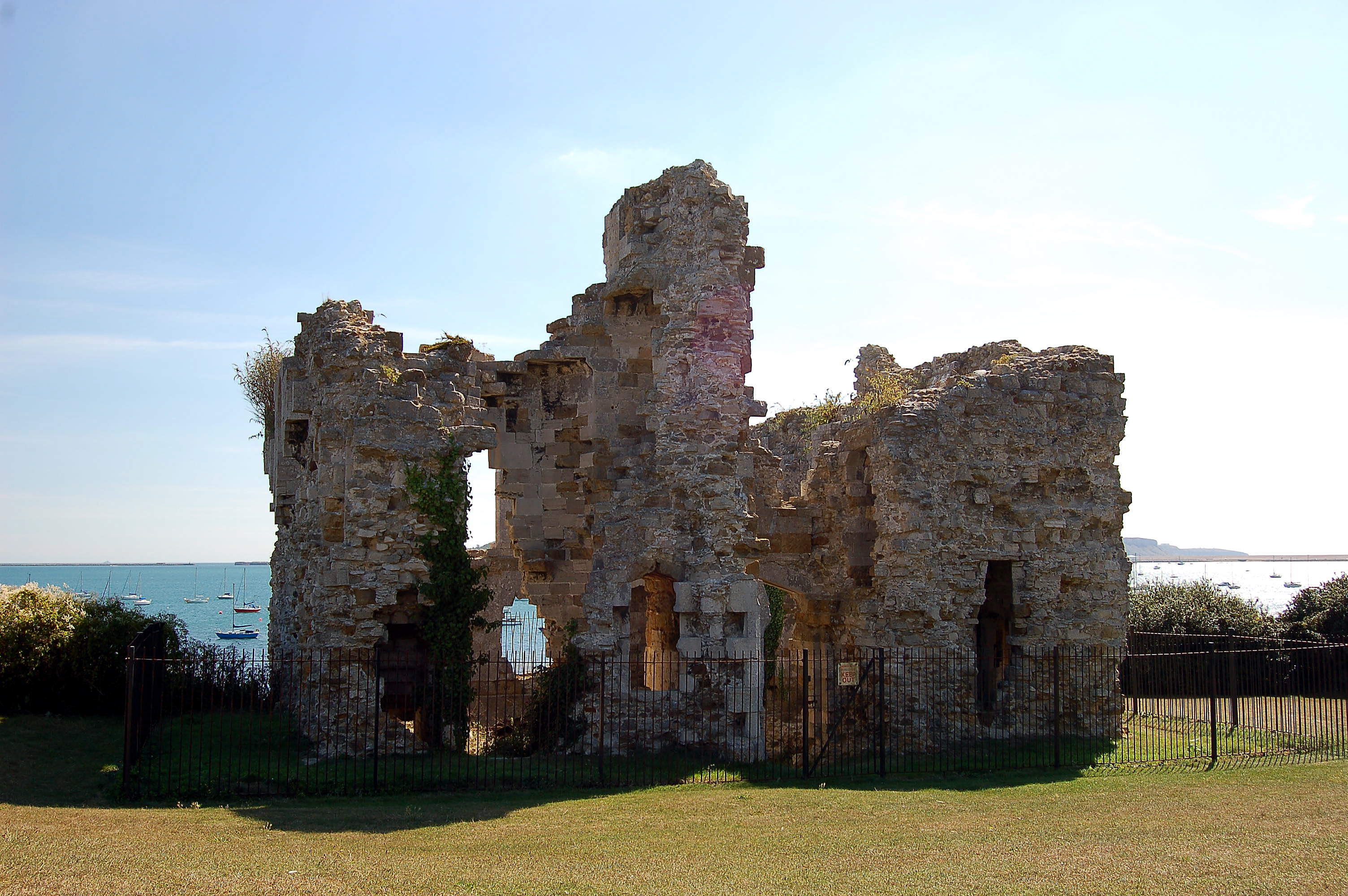
Die Ruinen des Sandsfoot Castle aus dem 16. Jahrhundert

König Heinrich VIII hatte in den 1530er Jahren zwei Festungen zum Schutz der südlichen Dorsetküste vor Invasionen gebaut: Sandsfoot Castle in Wyke Regis und Portland Castle in Castletown. Teile Sandsfoots sind aufgrund der Bodenerosionen inzwischen ins Meer gefallen. Im Englischen Bürgerkrieg wurden um die 250 Leute während der Crabchurch-Verschwörung im Februar 1645 getötet. 1635 überquerten an Bord des Schiffes Charity etwa 100 Emigranten aus der Stadt den Atlantischen Ozean und ließen sich in Weymouth (Massachusetts) nieder. Weitere Bewohner der Stadt emigrierten nach Amerika, um die Bevölkerung von Weymouth, Nova Scotia und Salem, Massachusetts zu verstärken.  Salem, später Naumking genannt, wurde berüchtigt für seine Hexenprozesse. Diesbezüglich gibt es Gedenkstätten beim Weymouther Hafen nahe dem Weymouth Pavilion und dem Weymouth Sea Life Tower.
Der Architekt Sir Christopher Wren war für Weymouth 1702 Abgeordneter und kontrollierte von 1675 bis 1717 die Steinbrüche im nahen Portland. Als er die St Paul’s Cathedral entwickelte, baute Wren sie aus Portlandstein, dem berühmten Stein aus Portlands Steinbrüchen. Sir James Thornhill wurde im White Hart public house in Melcombe Regis geboren und wurde 1722 der Abgeordnete der Stadt. Thornhill wurde Künstler und schmückte fortlaufend die Ausstattung St. Pauls aus.

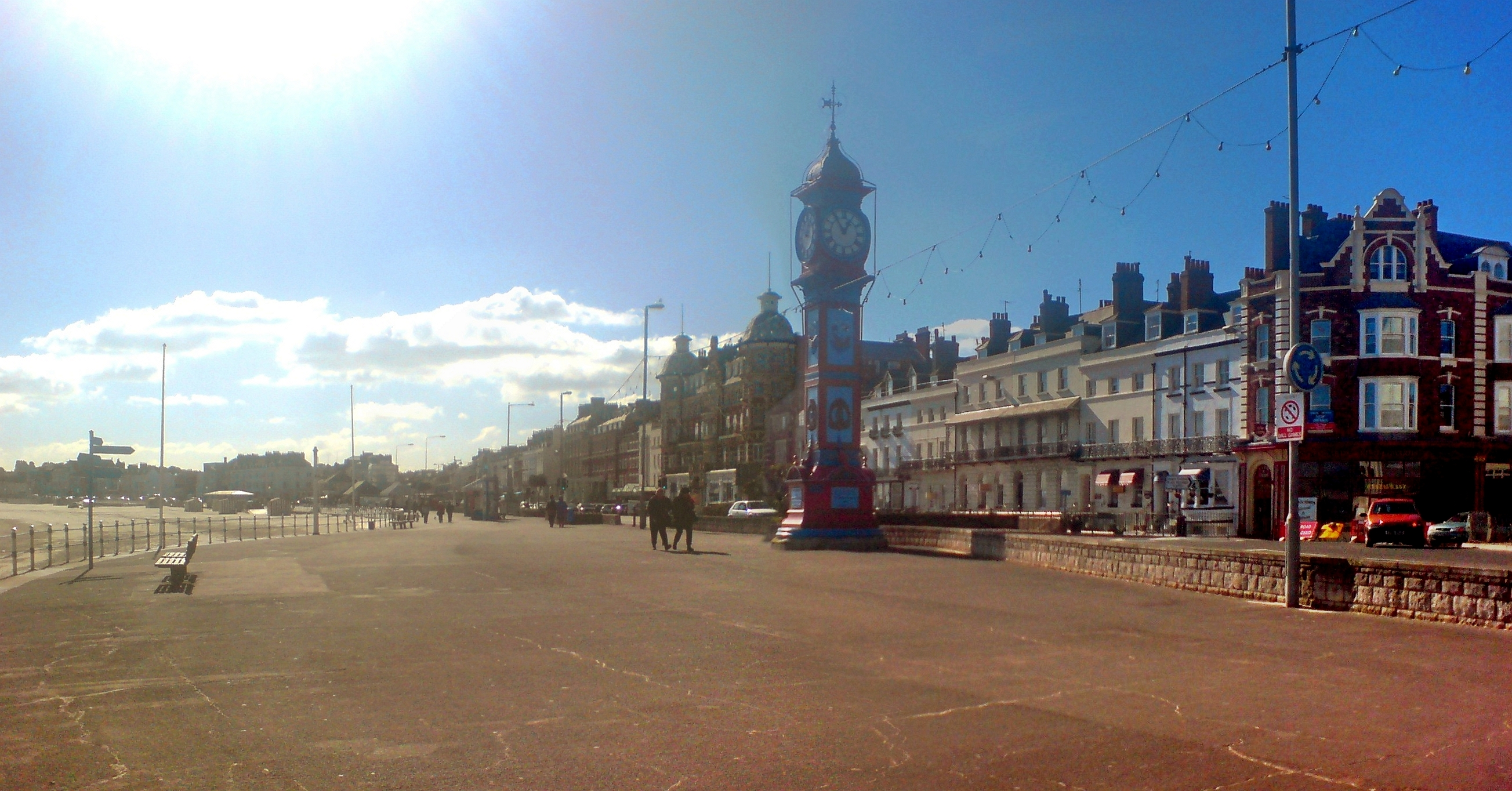
Weymouths Esplanaden zeigen Georgianische Architektur und Queen Victorias Jubilee Clock.

Der Ferienort war unter den ersten Reisezielen des modernen Tourismus, nachdem König Georges III, Bruder William Henry, der Duke of Gloucester dort ein großes Domizil, die Gloucester Lodge, gebaut hatte und da 1780 den milden Winter verbrachte. Der König machte Weymouth, zu 14 Gelegenheiten zwischen 1789 und 1805, zu seinem Sommerdomizil, wobei er sich sogar mit einer Badekarre ins Meer wagte. An der Strandpromenade steht eine bemalte Statue des Königs mit Namen King’s Statue. Diese wurde 2007/08 renoviert, wobei 20 Schichten Farbe entfernt und mit neuer Farbe und Blattgold versehen wurden. Außerdem wurde der eiserne Rahmen durch rostfreien Stahl ersetzt. In die Kreidesteinhügel in Osmington ist ein weißes berittenes Pferd, das den König repräsentieren soll, gearbeitet. Der Blick des Pferds ist stadtabgewandt. Es geht eine Legende, dass der König sich gekränkt fühlte, da er meinte, die Einwohner hießen ihn nicht willkommen. Daraufhin soll der Konstrukteur sich das Leben genommen haben.
Weymouths Esplanaden bestehen aus georgischen Terrassen, die in Apartments, Läden, Hotels und Gasthäuser verwandelt wurden. Die Gebäude wurden im georgischen und dem Regency-Zeitalter zwischen 1770 und 1855 von Architekten wie James Hamilton entworfen und von wohlhabenden Geschäftsleuten, einschließlich derer, die am Wachstum von Bath beteiligt waren, in Auftrag gegeben. Jene Terrassen bilden einen langen durchgängigen Bogen von Gebäuden, der der Weymouth Bay entlang der Promenade gegenüberliegt. An dieser befindet sich ebenfalls die vielfarbige Jubilee Clock. Sie wurde 1887 errichtet, um das 50-jährige Jubiläum von Queen Victorias Herrschaft zu würdigen. Des Weiteren stehen auf der Promenade Statuen von Victoria, Georg III und Sir Henry Edwards (der von 1867 bis 1885 für die Gemeinde Parlamentsmitglied war) und zwei Kriegerdenkmäler.

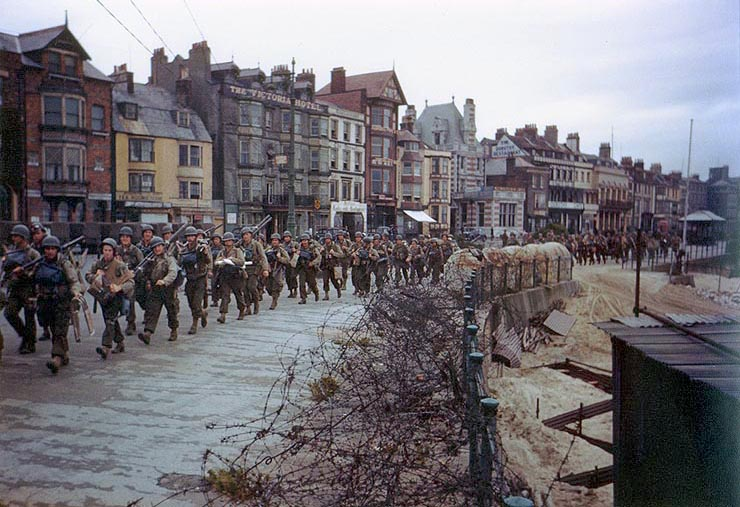
US-Soldaten marschierten für die Invasion Frankreichs 1944 durch Weymouth, um auf die Boote zu gelangen

Im Zentrum der Stadt liegt der Hafen. Obwohl er der Grund für die Stadtgründung war, trennte der Hafen die beiden Gebiete Melcombe Regis (der Kern des Stadtzentrums) und Weymouth (den südlichen Hafenteil) voneinander. Seit dem 18. Jahrhundert wurde dies mit fortlaufenden Brücken über die Engstellen des Hafens behoben. Die gegenwärtige, 1930 gebaute, Town Bridge ist eine Klappbrücke, die es Booten ermöglicht, den inneren Hafen zu erreichen. Die Royal National Lifeboat Institution stationierte am 26. Januar 1869 das erste Mal ein Rettungsboot in Weymouth. Die Weymouth Lifeboat Station wurde mit einer Helling vom Hafen gebaut und wird nach wie vor benutzt, obwohl das Rettungsboot jetzt an einem Steg festgemacht ist.
Weymouth und Portland wurden wegen ihrer Rolle im Zweiten Weltkrieg von deutschen Flugzeugen bombardiert. Der Hafen in Portland besaß einen großen Flottenstützpunkt und Weymouth beheimatete Fort Nothe, das sich in den Nothe Gardens befand. 517.816 Truppen wurden durch die Gemeinde zur Schlacht in der Normandie verschifft. Zudem wurde die Rollbombe in Chesil Beach im Westen der Stadt getestet. Die Geschichte der Region ist im Timewalk Museum im Brewers Quay dokumentiert, die ehemalige Brauerei ist eine Touristenattraktion und ein Einkaufsviertel am südlichen Ufer des Hafens.

## Persönlichkeiten
- Henry Gwyn Jeffreys Moseley (1887–1915), Physiker
- John Sturrock (1915–1974), Ruderer
- Richard Gray (1929–2005), Historiker, Afrikanist und Hochschullehrer
- Richard William Sheppard (1944–2022), Germanist
- Peter C. B. Phillips (* 1948), Wirtschaftswissenschaftler
- John Hartshorne (* 1957), Autorennfahrer
- Abigail Bayley (* 1977), US-amerikanische Triathletin britischer Herkunft
- Luke Allen-Gale (* 1984), Film-, Bühnen- und Fernsehschauspieler

## Trivia
In Weymouth kam der Krake Paul zur Welt, der weltweit mit der richtigen Prophezeiung von Fußball-WM-Spielen der deutschen Nationalmannschaft für Furore sorgte.